# Carlos Mensa
Carlos Mensa (1936 - 1982) fue un pintor español del siglo XX.
Carlos Mensa, pintor de formación autodidacta que trabajó en solitario al margen de modas. Expresionismo, realismo, surrealismo, citas a la historia de la pintura y crítica feroz se conjugan en una obra personalísima de gran perfección técnica. Sirviéndose del  sarcasmo y posteriormente de la ironía, descomponía tópicos, buscando lo absurdo, lo corrosivo y lo oprimente. Procurando situaciones de impacto, extremas y arriesgadas que actúan como metáforas o alegorías plasmadas en imágenes.

## Biografía
Nació en Barcelona, Cataluña (España), el 28 de febrero de 1936, hijo de Juan Mensa Bada y de Manuela Corchete López.
Debido a la Guerra Civil Española, en 1939 fue evacuado de España junto a otros niños, los llamados "niños de la guerra", en un barco de la Cruz Roja hacia Casablanca (Marruecos), reuniéndose posteriormente con su madre, que se encontraba refugiada en Francia. En 1945 regresan a España, instalándose en Cartagena, para volver en 1950 a su ciudad natal. En 1957 decide dedicarse a la pintura, tras ver la exposición "Pintores italianos", que se celebró en el Palau de la Virreina de Barcelona, impresionado por las obras de Giorgio de Chirico. Ese mismo año participó en un concurso de pintura y escultura organizado por el Real Círculo Artístico de Barcelona. También ese año conoció a la diseñadora Margarita Nuez, con quien se casaría en 1960 y tendría dos hijas, Laura en 1966 y Patricia en 1973.
En 1960, presentó su primera exposición individual en el Museo Municipal de Mataró. En 1961 fundó el Grupo Síntesis junto a Teo Asensio y Enrique Maas, que exhibirá en España, Dinamarca y Suecia. Entre 1962 y 1964 participó en diversas experiencias con el Ciclo de Arte de Hoy, que nace de la confluencia del Grupo Síntesis con otro grupo de pintores y escultores. Desde 1963 se dedicó exclusivamente a la pintura.
Su relación con Italia se inició en 1964/65, con su participación en la exposición itinerante “Exposición de Arte Contemporáneo Español en Italia”. En 1966 se trasladó a París con una beca y expuso en varias ciudades italianas. En 1968 se encontraba en Milán para una exposición individual en la galería l’Agrifoglio y cuando regresó a España fue encarcelado algunos días acusado de antifranquismo e injurias al ejército.
En 1969 expuso en la galería La Nuova Pesa de Roma su cuadro “Perros” que inicia un giro hacia un lenguaje simbólico-surrealista. En 1970 aparecen en su obra una larga serie de "metáforas" acerca de la condición humana, vista como un conflicto entre realidad aparente y el inconsciente, entre la razón y el absurdo, entre la perfección y la degradación, entre el amor y la perversión. Elementos como la máscara, la indumentaria, las armas, los animales y la música, son los instrumentos que dan forma a la denuncia de las contradicciones que convierten al ser humano en un enredo existencial de desgarradoras tensiones. Ese mismo año, realiza su primera exposición en la Sala Pelaires de Palma de Mallorca a la que seguirán otras en 1972, 1975 y 1980. En 1971 su obra se muestra por primera vez en la galería Trentadue de Milán, donde expondrá nuevamente en 1974, 1976, 1978, dicha galería publicará la primera monografía dedicada a su obra, escrita por el crítico Roberto Tassi, en 1976.
En 1980 expone en la galería Bollhagen de Worgswede, cerca de Bremen. Murió en 1982, tras participar en la feria ARCO en Madrid. Tras su muerte, se han presentado varias exposiciones retrospectivas de su obra, como la organizada por el Ayuntamiento de Barcelona en el Palacio de la Virreina en 1983, el Palazzo dei Diamanti de Ferrara en 1985, el Centro Cultural de la Villa de Madrid en 1987, Accademia Spagnola di Storia, Archeologia e Belle Arti di Roma 1987, en la sala de exposiciones de la Caja de Madrid en Barcelona en 1991, el centro de cultura Sa Nostra en 2002 o la Fundación Vila Casas en 2008.
Su obra se encuentra en las colecciones de museos nacionales como el MACBA, el Museo Nacional Centro de Arte Reina Sofía o el Museo Fran Daurel e internacionales: Museo d'Arte Constantino Barbella, Museo Palazzo di Mayo-Chieti y Musei Palazzo d'Avalos.

## Trayectoria artística
Informalismo y primeros brotes expresionistas
Carlos Mensa decide ser pintor a raíz de la visión de un cuadro de Giorgio de Chirico que le impresiona fuertemente; “Melancolía otoñal” (1915). En 1960, su trayectoria artística parte de un informalismo inicial que virará rápidamente hacia un lenguaje matérico con una esquemática figuración gestual, de connotación expresionista. Hacia finales de 1962, aparecen sus “monigotes”: rostros, medios cuerpos que sobresalen a través de duros y chorreantes colores que contribuyen a transferir una sensación de ruptura irremediable y frustrada, que pueden entrar, por su belleza, en la mejor antología de la desesperanza.
Crónica social
Entre 1964-1965, su obra se dirigirá hacia un realismo crítico, con mayor atención al detalle, que servirá para reforzar una denuncia con acento sarcástico, a veces rozando la caricatura, de ciertos estamentos de poder, así como de determinados oficios con significaciones muy concretas. Participó y colaboró con grupos e iniciativas como “Crónica de la realidad”, “Estampa Popular” e “Interrealismo”, por coincidir en intencionalidad: la de una pintura comprometida con clara intención de lucha política, que acabará incorporando fuertes connotaciones del arte pop.
Alegorías
“Perros” de 1969 inaugura un nuevo rumbo en la trayectoria artística de Mensa; abandona el análisis crítico de la realidad exterior y social hacia el análisis crítico de la realidad interior e individual.  Aparece por primera vez “el rostro máscara”, símbolo clave en la obra del artista, que invirtiendo su significado transforma la apariencia en realidad. Alegorías o metáforas sobre la condición humana, insertadas en una atmósfera de opresión y violencia deliberada, que pretende recrear el clima de opacidad que ha invadido a la civilización occidental.
Los años 70 suponen para Mensa el encuentro con un lenguaje propio y su expansión, sobre todo en Italia. Es también la época en la que su obra despierta un creciente interés entre el público y la crítica de arte.
La stravaganza
En 1975, Carlos Mensa crea unas obras de pequeño formato con una compleja técnica mixta, mediante el uso del collage assemblage incorporado en la materia pictórica, con una extraordinaria riqueza de velados y transparencias. Con la serie “Stravaganza”, llevará las simbolizaciones de su pintura al nivel máximo de sofisticación.
Última etapa
Con la obra “Pintor en el estudio” se abre en 1979 la última etapa en la obra de Carlos Mensa, determinada por la investigación de nuevos caminos. El cromatismo se hace cada vez más refinado y brillante, con una voluntad casi tridimensional que se contrapone a la aparición de la técnica del non finito, creando contrastes ambientales. Las deformaciones de los rostros desaparecen y el símbolo de la máscara queda relegado a segundo término.
En este período desaparece el clima de violencia de obras anteriores y en su lugar aparecen ciertas atmósferas enrarecidas de contemplación mutua. Crea obras con grandes paralelismos con figuras de la pintura clásica, que actualiza insertando su mensaje crítico.